# 고노카미촌
고노카미촌(五之上村)은 니가타현 니시칸바라군에 설치되었던 촌이다.